# Ronald Langacker
Ronald W. Langacker (* 27. Dezember 1942 in Fond du Lac, Wisconsin) ist ein US-amerikanischer Linguist und Begründer der kognitiven Grammatik.

## Leben
Langacker wurde 1966 an der University of Illinois at Urbana-Champaign promoviert. Von 1966 bis 2003 war er Professor für Linguistik an der University of California, San Diego. Seit 2003 ist er Emeritus dieser Universität. Von 1997 bis 1999 war er Präsident der International Cognitive Linguistics Association.
Langacker ist der Begründer der kognitiven Grammatik und einer der wichtigsten Vordenker der kognitiven Linguistik. In seinem zweibändigen Hauptwerk Foundations of Cognitive Grammar (1987, 1991), das als Standardwerk der kognitiven Linguistik gilt, beschreibt er die allgemeinen Grundlagen dieser Theorie. Ähnlich wie die Vertreter der Konstruktionsgrammatik geht Langacker davon aus, dass menschliche Sprachen inklusive ihrer Grammatiken inhärent symbolischer Natur sind, das heißt, dass sie aus phonologischen und semantischen Einheiten sowie Verknüpfungen zwischen diesen bestehen. Weiterhin geht Langacker davon aus, dass sprachliche Strukturen durch allgemeine kognitive Prozesse motiviert sind; er verwendet bei der Formulierung seiner Theorie häufig Prinzipien der Gestaltpsychologie, insbesondere der visuellen Wahrnehmung.

## Werke
- Ronald W. Langacker: Sprache und ihre Struktur: Grundbegriffe der Linguistik (übers. v. Gerd Fritz und Wolfgang Klinke). Walter de Gruyter, Berlin 1976, ISBN 978-3-11-094700-7.
- Ronald W. Langacker: Studies in Uto Aztecan Grammar: An Overview of Uto-Aztecan Grammar. Summer Institute of Linguistics, Dallas 1977, ISBN 978-0-88312-070-5.
- Ronald W. Langacker: Foundations of Cognitive Grammar. Bd. 1. Theoretical Prerequisites. Stanford University Press, Stanford 1987, ISBN 0-8047-1261-1.
- Ronald W. Langacker: Concept, Image, and Symbol: The Cognitive Basis of Grammar. Mouton de Gruyter, Berlin und New York 1991, ISBN 3-11-012863-2.
- Ronald W. Langacker: Foundations of Cognitive Grammar. Bd. 2. Descriptive Application. Stanford University Press, Stanford 1991, ISBN 0-8047-1909-8.
- Ronald W. Langacker: Grammar and Conceptualization. Mouton de Gruyter, Berlin und New York 1999, ISBN 3-11-016603-8.
- Ronald W. Langacker: Cognitive Grammar: A Basic Introduction. Oxford University Press, New York 2008, ISBN 978-0-19-533196-7.